# Ruta Estatal de California 265
La Ruta Estatal de California 265, abreviada SR 265 (en inglés: California State Route 265) es una carretera estatal estadounidense ubicada en el estado de California. La carretera inicia en el Sur desde la US 97     en Weed en sentido Norte hasta finalizar en la I 5     en Weed. La carretera tiene una longitud de 0,8 km (0.527 mi).

## Mantenimiento
Al igual que las autopistas interestatales, y las rutas federales y el resto de carreteras estatales, la Ruta Estatal de California 265 es administrada y mantenida por el Departamento de Transporte de California por sus siglas en inglés Caltrans.